# تعريب كركوك
تعريب كركوك ( الكردية: عەرەباندنی کەرکووک أيضًا بەعەرەبکردنی کەرکووک أو تەعریبی کەرکووک، التركية: Kerkük'ün Araplaşması) بدأت في العراق البعثي في ستينيات القرن العشرين. وتماشيًا مع حملات التعريب البعثية الأوسع في شمال العراق، عملت الحكومة العراقية على تغيير التركيبة السكانية لمحافظة كركوك من خلال التطهير العرقي لغير العرب - الأكراد بشكل رئيسي، ولكن أيضًا التركمان والآشوريين، من بين آخرين - واستبدالهم بمستوطنين عرب. بلغت هذه الحملة ذروتها في ظل حكم الرئيس العراقي صدام حسين، الذي سعى إلى ضمان السيطرة العربية على شمال العراق (أي كردستان العراق)، وخاصة خلال الحرب العراقية الإيرانية.
على الرغم من الإطاحة بحزب البعث بسبب غزو العراق عام 2003، إلا أن قضية التعريب في المناطق غير العربية استمرت وتسببت في توترات بين الحكومة العراقية في بغداد وإقليم كردستان، كما يتضح من إلغاء استفتاء وضع كركوك واستفتاء استقلال إقليم كردستان عام 2017، مما أثار الصراع العراقي الكردي عام 2017.

## ملخص
بدأت عملية تعريب كركوك بشكل جدي في أواخر ستينيات القرن الماضي في ظل نظام صدام حسين البعثي. وكانت هذه السياسة مدفوعة باحتياطيات كركوك النفطية الغنية وموقعها الاستراتيجي، مما جعل السيطرة على المنطقة أمرًا بالغ الأهمية للحكومة المركزية. سعى حزب البعث إلى ضمان الهيمنة العربية على كركوك من خلال تهجير الأكراد وغيرهم من الأقليات العرقية بالقوة واستبدالهم بعرب من جنوب العراق.
إلى جانب التعريب، وقبل أن يبدأ التعريب، خضعت كركوك لعملية التتريك، وبعد إعلان الملكية في العراق عام 1921، اتبعت السلطات البريطانية جوهر سياسات التعريب والتتريك في الدولة الجديدة لتحقيق التوازن بين المجموعات العرقية في البلاد. وخلال أواخر العصر العثماني، نُفذت سياسات التتريك كجزء من الجهود المبذولة لمركزية الإمبراطورية وتوحيدها. هدفت هذه الإجراءات إلى تعزيز اللغة التركية كلغة وثقافة مهيمنة، مما أثر على المدن متعددة الأعراق مثل كركوك. أعطت السياسات الإدارية الأولوية للهوية التركية، مما عزز وجود التركمان في المنطقة. أدت هذه الجهود إلى تهميش السكان الأكراد والعرب، مما خلق توترات لغوية وثقافية شكلت المشهد الديموغرافي والسياسي لكركوك في العصر الحديث. وشهدت كركوك أيضًا التتريك، وخاصة بعد غزو العراق.

## تطبيق
شملت سياسة التعريب عمليات إخلاء قسري، ومصادرة أراضٍ، وتغيير الحدود الإدارية لمنطقة كركوك لتقليص نسبة الأكراد وغيرهم من السكان غير العرب. خلال هذه الفترة، أُجبر السكان الأكراد والتركمان على توقيع نماذج "تصحيح الجنسية"، التي تُلزمهم بالتعريف عن أنفسهم كعرب وإلا واجهوا الطرد.
هُجرت العديد من العائلات الكردية إلى مناطق نائية أو محافظات مجاورة، في حين شُجعت العائلات العربية من وسط وجنوب العراق على الاستقرار في كركوك، وغالبًا ما تلقوا حوافز حكومية مثل السكن والتوظيف. بالإضافة إلى ذلك، قامت الحكومة بتغيير أسماء الأحياء والبلدات لتعكس التراث العربي، مما أدى إلى محو العديد من عناصر الهوية الكردية والتركمانية.
وزعمت الحكومة البعثية أنها قامت بتوطين الفلسطينيين في منازل الأكراد والتركمان، ولفتت هذه القضية المزيد من الاهتمام عندما تحدث جلال طالباني عنها، ودعا الأكراد والتركمان إلى وضع خلافاتهم جانباً واستعادة منازلهم.

### ما بعد عام 2003
بعد سقوط نظام صدام حسين عام 2003، كانت هناك جهود من جانب الأكراد والتركمان النازحين لاستعادة منازلهم وأراضيهم. في عام 2014، وبعد الهجوم الناجح لداعش ضد القوات الحكومية العراقية وانسحاب الأخيرة من أجزاء من شمال العراق، بما في ذلك كركوك، استولى البيشمركة الكردية على المدينة. في عام 2016، نشرت منظمة العفو الدولية تقريرًا يوثق عملية تكريد كركوك التي نفذتها البيشمركة. وسلط التقرير الضوء على حوادث هدم منازل العرب ونفي السكان طوال فترة السيطرة الكردية على المدينة. صرحت مستشارة الاستجابة للأزمات الكبيرة دوناتيلا روفيرا، "يبدو أن قوات حكومة إقليم كردستان تقود حملة منسقة لتهجير المجتمعات العربية قسراً من خلال تدمير قرى بأكملها في المناطق التي استعادتها من داعش في شمال العراق". في عام 2017، سعى إقليم كردستان إلى الانفصال عن العراق من خلال إجراء استفتاء على الاستقلال رفضته حكومة العراق. أدى هذا إلى اندلاع الصراع العراقي الكردي عام ٢٠١٧، حيث هاجمت القوات العراقية البيشمركة، وهزمتهم، واستعادت السيطرة على كركوك، مما تسبب في فرار أعداد كبيرة من الأكراد، مما أدى إلى ملحمة أخرى من التغيير الديموغرافي. بعد انتهاء الصراع مباشرة، أبدى الأكراد العراقيون قلقًا بالغًا إزاء استئناف التعريب في كركوك.
بحلول عام 2024، واصل القادة المحليون الإبلاغ عن الجهود المستمرة التي تبذلها الحكومة المركزية العراقية لتنفيذ سياسات تشبه استراتيجيات التعريب السابقة، مما تسبب في تصاعد التوترات بين الجماعات العرقية المختلفة في المنطقة. ووصف موقع كردستان 24 التعريب بأنه وصل إلى "مستوى حرج"، وأفاد أنه منذ استعادة القوات العراقية السيطرة، أُعيد توطين أكثر من 100 ألف أسرة عربية من مدن أخرى إلى وسط كركوك والمناطق المحيطة بها.

## انتهاكات حقوق الإنسان
وثّقت هيومن رايتس ووتش انتهاكاتٍ عديدةً مرتبطةً بحملة التعريب، بما في ذلك التهجير القسري، وتدمير المنازل، وحرمان النازحين الأكراد والتركمان والآشوريين من حقوقهم الأساسية. وقد ساهمت هذه السياسات في تعميق المظالم لدى هذه المجتمعات، التي لا تزال تطالب باستعادة أراضيها المفقودة وتعويضها عنها.